# Clan Miura
Il clan Miura (三浦氏?, Miura-shi) fu un clan giapponese discendente dal clan Taira. 

## Storia
Nel 1185 Minamoto no Yoritomo, che nel 1192 avrebbe fondato lo shogunato Kamakura, per sconfiggere i Taira ottenne l'aiuto dei Miura, che furono ricompensati con feudi di grandi dimensioni e acquisirono una forte influenza politica. Il clan fu uno dei principali oppositori della famiglia Hōjō, i cui capi durante lo shogunato Kamakura ebbero la carica di reggente (shikken), diventando più potenti dello stesso shogun.
Dopo la sconfitta subita dagli Hōjō nel 1247, i Miura seppero riconciliarsi con gli stessi Hōjō. Tornarono a governare i territori della penisola di Miura fino al 1518, quando le armate del clan Hōjō di Odawara espugnarono il castello dei Miura ad Arai (vedi assedio di Arai), costringendo gli ultimi capi del clan al suicidio.
Miura è ancora oggi un cognome diffuso in Giappone.

## Membri importanti del clan[2]
- Miura Tamemichi (三浦 為通?;) si stabilì, attorno al XI° secolo, nel distretto di Miura (Sagami) e ne prese il nome. Costruì il castello di Kinugasa.
- Miura YoshiakiMiura Yoshiaki (三浦 義明?; 1093 - 1181) figlio di Yoshitsugu e pronipote di Tamemichi, ricevette il titolo di Miura Ōsuke e risiedette nel castello di Kinugasa. Quando Minamoto no Yoritomo iniziò la sua campagna contro i Taira, mandò suo figlio Yoshizumi e suo nipote Yoshimori ad assisterlo. Dopo la sconfitta di Ishibashi-yama, raccolse altre truppe e sconfisse Hatakeyama Shigetada; quest'ultimo ritornò e assediò Kinugasa, dove Yoshiaki incontrò la morte.

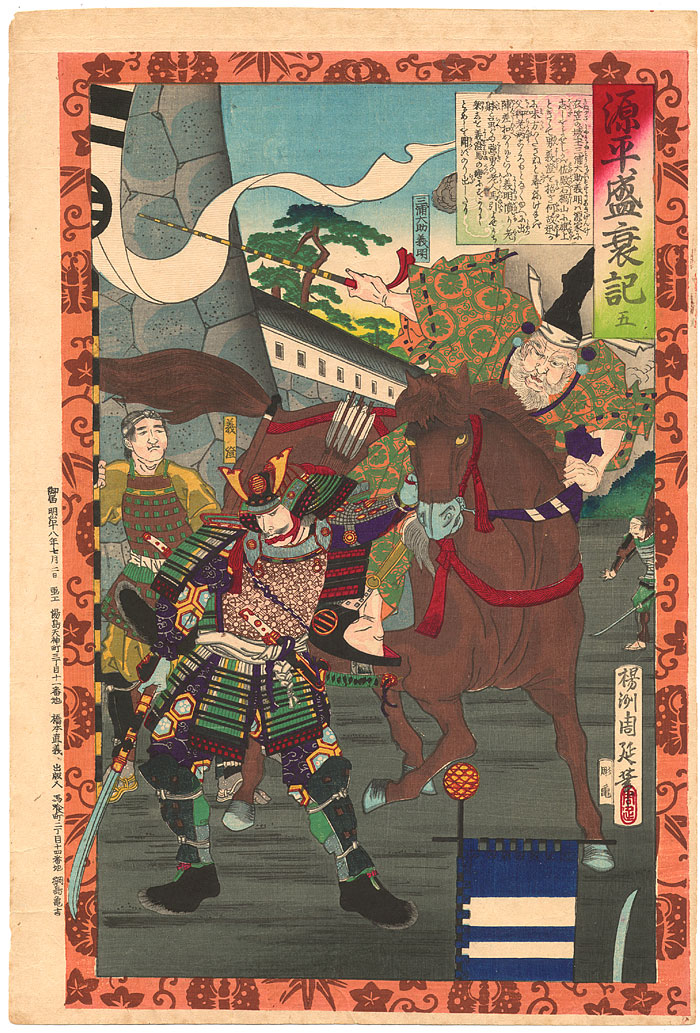
Miura Yoshiaki

- Miura Yoshizumi (三浦 義澄?; 1127 - 1200) figlio di Yoshiaki, chiamato anche Arajirō, si schierò con Yoritomo contro i Taira(1180) e, con l'aiuto di suo fratello Yoshitsura, sconfisse Hatakeyama Shigetada a Kotsubo (Sagami). Riprese parte alla spedizione di Minamoto no Noriyori verso occidente, e fu incaricato della difesa della provincia di Suwō. Pertecipò alla battaglia di Dan-no-ura[3] (1185) e prese parte alla campagna contro Fujiwara Yasuhira nel 1189.
- Miura Yoshitsura (佐原 義連?;) fratello di Yoshizumi, chiamato anche Sawara Jūrō, prese parte alle battaglie di Kotsubo e Kinugasa, poi alle campagne contro Yoshinaka e contro i Taira, i cui successi a Ichi-no-tani lo resero famoso. Si racconta che Yoshitsura fosse alto 7 piedi e mezzo e dotato di enorme forza.
- Miura Yoshimura (三浦 義村?; morto 1239) figlio di Yoshizumi e alleato dei Minamoto durante la guerra Genpei[4], aiutò a reprimere la rivolta di suo cugino Wada Yoshimori contro gli Hōjō (1213). Quando Kugyō (Minamoto no Yoshinari) assassinò lo shōgun Sanetomo, lo fece arrestare da Nagao Sadakage e la sua testa fu consegnata agli Hōjō. Poco prima della guerra Jōkyū (1221), suo fratello Taneyoshi, di stanza a Kyoto, lo spinse a schierarsi con l'ex imperatore Go-Toba. Yoshimura rivelò il complottò a Yoshitoki, marciò con lui a Kyoto e presentò lui stesso la testa di suo fratello al suo signore. Questo gli portò la fiducia degli shikken.
- Miura Taneyoshi (三浦 胤義?; morto 1221) fratello di Yoshimura, fu nominato Kebiishi. Dopo il suo litigio con lo shikken Yoshitoki, sostenne Go-Toba nei suoi progetti contro gli Hōjō e scrisse a suo fratello per indurlo a seguire i suoi passi, ma Yoshimura consegnò la lettera a Yoshitoki. Durante la successiva guerra civile, Taneyoshi, dopo aver combattuto con grande valore, fu sconfitto e ucciso.
- Miura Yasumura (三浦 泰村?; 1184 - 1247) figlio di Yoshimura, chiamato anche Suruga Jirō. Seguì suo padre nella guerra di Jōkyū e gli venne dato il titolo Wakasa no kami, in seguito anche quello di Hyōjōshū (1235). Godeva della piena fiducia dello shikken Tokiyori, ma ebbe dei contrasti con Adachi Kagemori. La loro rivalità provocò una guerra civile: Tokiyori si schierò dalla parte di suo nonno Kagemori e Yasumura fu sconfitto e ucciso con tutta la sua famiglia nei locali del tempio di Hokke-do (Kyoto).
- Miura Mitsumura (三浦 光村?; morto 1247) fratello di Yasumura, fu Kebiishi e Noto no kami. Perì con tutta la sua famiglia nella guerra contro gli Hōjō. Fu l'ultimo erede del ramo principale della famiglia.
- Miura Yoshiatsu (三浦 義同?; morto 1516) figlio di Uesugi Takamasa, fu adottato da Miura Tokitaka, il quale non aveva eredi. Qualche tempo più tardi però Tokitaka ebbe un erede maschio, Takanori, e costrinse Yoshiatsu a diventare bonzo nel tempio di Sosei-ji (Sagami). Yoshiatsu inizialmente sembrò rassegnare le dimissioni e accettare il suo destino, ma nel 1496, raccolse truppe, assediò il castello di Arai, dove dimorava Tokitaka, lo sconfisse, lo uccise e prese possesso dei suoi domini. Nel 1499 si fece radere la testa e prese il nome di Bosun. Assediato a Okazaki, (Sagami) da Hōjō Soun, fu sconfitto, si rifugiò ad Arai, dove, nuovamente assediato, commise seppuku assieme al figlio Yoshimoto il quale, secondo le storie dell'epoca, si decapitò da solo[5]. Con queste morti terminò il ramo principale della famiglia che per diversi secoli aveva governato la provincia di Sagami.

## Ramo sopravvissuto
Un ramo della famiglia Miura, discendente dal Miura Iemura, figlio di Yoshimura, venne elevata al rango di daimyō nel 1639 con Masatsugu (三浦 正次?; 1600 - 1641) a cui fu assegnato il feudo di Mibu (Shimotsuke) nel 1639; nel 1691 vennero trasferiti a Nobeoka (Hyūga); nel 1712 a Kariya (Mikawa); nel 1747 a Nishio (Mikawa); infine dal 1764 al 1868 a Katsuyama (Mimasaka, 23.000 koku). Divennero visconti dopo l'abolizione del sistema han